# Devoción

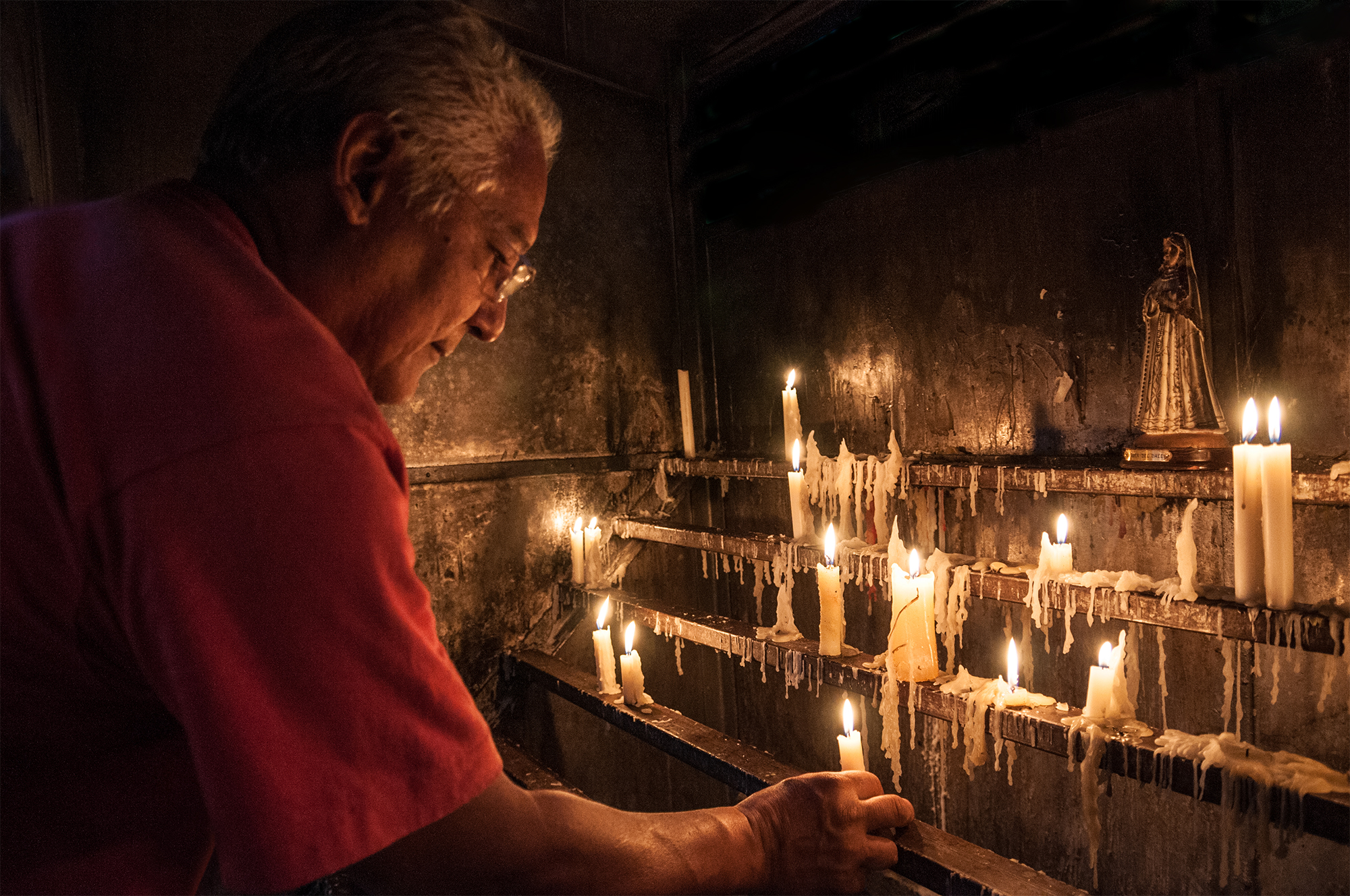
Devoto de la virgen del Valle

La devoción es un sentimiento de profundo respeto y admiración inspirado por la dignidad, la virtud o los méritos de una persona, una institución, una causa, etc. Puede ser la entrega total a una experiencia, por lo general de carácter místico. Por sentimientos de devoción, a veces los familiares llegan a realizar hazañas y proezas sublimes. Es también la irresistible atracción hacia una idea, una persona, un rey, un santo, Dios, una persona amada o un ser vivo (asimismo, sería la forma de expresar afecto y admiración a estos).

## Etimología
Proviene del latín devotio: ‘voto, consagración, dedicación’, ‘fe sostenida, amorosamente concentrada en pensamiento, palabra y acción, ante la inmanente presencia espiritual divina.’.

Devotio vítae: ‘sacrificio de la vida’.

El latín devotus (devoto), significaba: ‘consagrado a, afecto a’; también: ‘santo’.

Devotus alicui: ‘consagrado a la defensa de alguien, devoto de alguien’.

Devoti: ‘gentes fieles, leales’.
Un concepto relacionado es el griego eusebes (de donde proviene el nombre español Eusebio): eu (bien) y sebomai (reverenciar).
Significaba una reverencia sagrada llena de admiración que se demostraba mediante las acciones, la reverencia y la contemplación.
Entre los griegos, la devoción era una forma de piedad práctica dirigida exclusivamente hacia los padres; por extensión se empezó a utilizar dirigida hacia algún dios.
Actualmente el devoto es aquel quien aplica su carácter diligentemente a alguna obra, culto o adoración relacionada con Dios.

## En el catolicismo

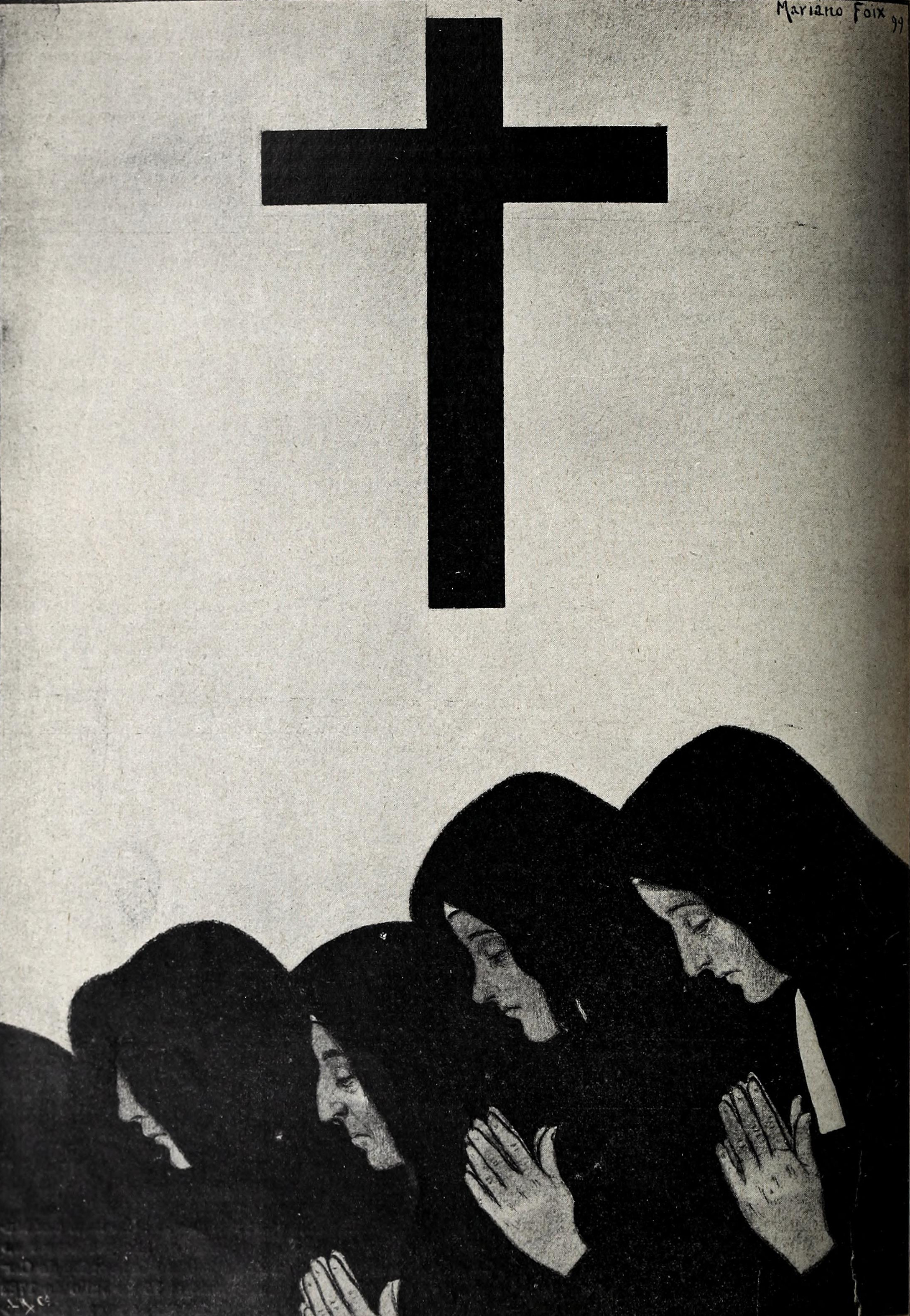
«Devoción», ilustración de Mariano Foix (1899).

En la Iglesia católica existe el devocionario: un libro que recoge las fórmulas de los distintos tipos de oraciones no litúrgicas.
La misa es seguida por los fieles en el misal (llamado «misalito» en Latinoamérica).
Su estructura suele ser:
|  |  |

### I. Devociones generales y actos ordinarios
| - 1. Primeras oraciones y fórmulas - 2. Ejercicio del cristiano - 3. Meditación - 4. Examen de conciencia - 5. Santa misa diaria (la dominical y festiva es preceptual, no por devoción). - 6. Sagrada comunión - 7. Estación y visita al Santísimo - 8. Exposición del Santísimo - 9. Cuarenta horas - 10. Vigilia al Santísimo - 11. Trisagio a la Santísima Trinidad - 12. Sagrado Corazón de Jesús - 13. Inmaculado Corazón de María | - 14. Primeros viernes de mes - 15. Hora santa - 16. Viacrucis - 17. Santo Rosario - 18. Trisagio mariano - 19. Visita a la Virgen Santísima - 20. Felicitación sabatina - 21. Peregrinación a un santuario mariano - 22. Primeros sábados de mes - 23. Retiro - 24. Culto y Coronilla de la Divina Misericordia - 25. Coronilla de Nuestra Señora de las Lágrimas - 26. Estampita religiosa |

### II. Algunas devociones especiales y actos extraordinarios
- 1. Trece martes de San Antonio
- 2. Seis domingos de San Luis
- 3. Cinco domingos de San Francisco
- 4. Plegarias públicas
- 5. Función en acción de gracias
- 6. Función expiatoria en reparación de las blasfemias

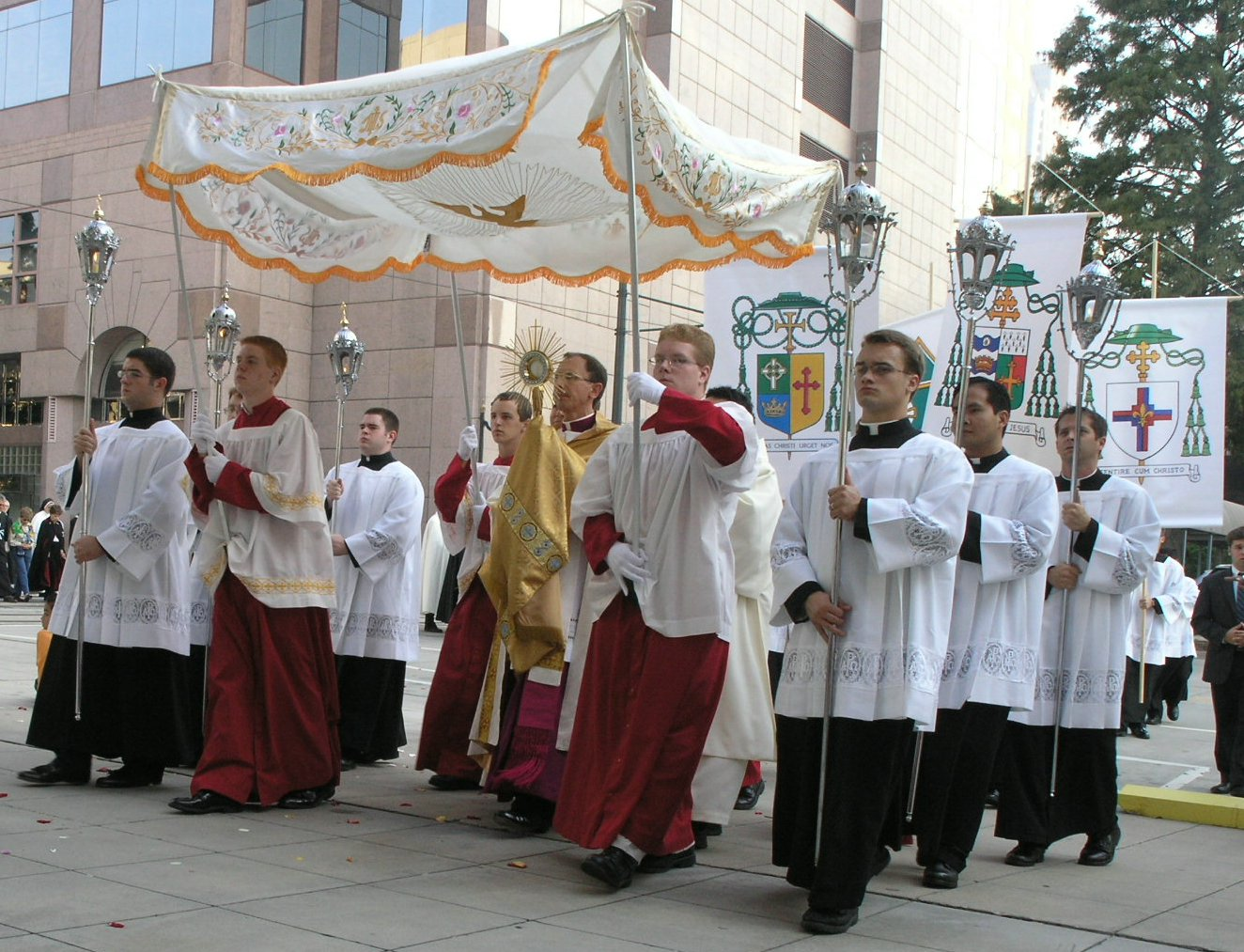
Celebración del Corpus Christi en Carolina del Norte, Estados Unidos

- 7. Oraciones escogidas.

### III. Tiempos litúrgicos y fiestas del año cristiano
| - 1. Adviento - 2. Navidad - 3. Septuagésima - 4. Cuaresma - 5. Témporas - 6. Pasión - 7. Semana Santa - 8. Resurrección - 9. Hisopo - 10. Rogaciones y letanías - 11. Pentecostés - 12. Circuncisión del Señor - 13. Santo Nombre de Jesús - 14. Epifanía - 15. San Antonio Abad - 16. Sagrada Familia - 17. Candelaria - 18. Tríduo de Carnaval - 19. Miércoles de Ceniza - 20. San José - 21. Anunciación - 22. Septenario de los Dolores de la Virgen - 23. Dolores de la Virgen - 24. Jueves Santo. Visita al monumento - 25. Viernes Santo. Sermón de las Siete Palabras - 26. Soledad de la Virgen - 27. Pascua de Resurrección - 28. Octavario de Pascua - 29. Fiesta de la Divina Misericordia o Domingo de la Divina Misericordia - 30. Patrocinio de san José - 31. San Jorge - 32. Nuestra Señora de Montserrat - 33. San Isidro - 34. Ascensión del Señor - 35. Pentecostés | - 36. Santísima Trinidad - 37. Corpus Christi - 38. Octavario al Santísimo - 39. Sagrado Corazón de Jesús - 40. Purísimo Corazón de María - 41. San Antonio de Padua - 42. San Luis Gonzaga - 43. San Juan Bautista - 44. San Pedro y san Pablo - 45. Visitación - 46. Purísima Sangre - 47. Nuestra Señora del Carmen - 48. San Jaime - 49. Santa Ana - 50. Nuestra Señora de los Ángeles y Jubileo de la Porciúncula - 51. Asunción - 52. Natividad de Nuestra Señora - 53. Dulcísimo Nombre de María - 54. Dolores gloriosos de María - 55. Nuestra señora de la Merced - 56. Ángel de la guarda - 57. Nuestra Señora del Rosario - 58. Todos los santos - 59. Fieles difuntos - 60. Presentación de Nuestra Señora - 61. Patrocinio de Nuestra Señora - 62. Desposorios de la Virgen y san José - 63. Cuarenta avemarías - 64. Jornadas - 65. Purísima Concepción - 66. Navidad - 67. Octavario de Navidad - 68. Acción de gracias. |

### IV. Novenas
| - 1. Al Espíritu Santo - 2. Al Sagrado Corazón - 3. A la Sagrada Familia - 4. A la Purísima - 5. A Nuestra Señora de Montserrat - 6. A Nuestra Señora del Carmen - 7. A la Asunción de la Virgen - 8. Al Purísimo Corazón de María - 9. A Nuestra Señora del Rosario - 10. A Nuestra Señora de la Merced - 11. A La Santísima Virgen de los Reyes - 12. A la Milagrosa - 13. Para las fiestas de la Virgen Santísima - 14. A san Antonio Abad - 15. A san Sebastián y san Roque - 16. A santo Tomás de Aquino - 17. A san José | - 18. A san Isidro - 19. A san Antonio de Padua - 20. A san Luis Gonzaga - 21. A san Juan Bautista - 22. A san Ignacio de Loyola - 23. Al santo Ángel de la Guarda - 24. A san Francisco de Asís - 25. A santa Teresa - 26. A san Francisco Javier - 27. A santa Lucía - 28. A los apóstoles - 29. A los mártires - 30. A los confesores - 31. A las vírgenes - 32. A las almas del purgatorio. - 33. A la Divina Misericordia - 34. Al Divino Niño Jesús |

### V. Meses
| - Enero. Mes consagrado al Niño Jesús - Febrero: Mes consagrado a la Purificación de la Virgen - Marzo. Mes consagrado al Patriarca san José - Abril. Mes consagrado a los Dolores y Soledad de la Virgen - Mayo. Mes de María - Junio. Mes del Sagrado Corazón | - Julio. Mes consagrado a la Preciosísima Sangre - Agosto. Mes consagrado al Purísimo Corazón de María - Septiembre. Mes dedicado a san Miguel arcángel - Octubre. Mes del Rosario - Noviembre. Mes de los fieles difuntos - Diciembre. Mes consagrado a la Inmaculada Concepción. |

## En el protestantismo
En algunos grupos del protestantismo la devoción se refiere al estudio e interpretación de las Sagradas Escrituras (la Biblia).
En esta corriente primero se ora (que significa hablar con Dios), luego proceden a la lectura del libro sagrado.
Esta actividad se conoce en español como «devocional» (usado como sustantivo).
La oración y lectura puede ser en voz alta o calladamente, y de manera individual o en grupo.
A este aspecto se le llama meditación, que dista mucho de ser la meditación hindú. Más bien es el razonamiento del texto leído, hallarle el significado adecuado.
Usualmente los  miembros de iglesias protestantes se reúnen entre 1 o 2 días por semana para la devoción escritural (lectura de la Biblia), este tiempo también es usado para darse cuenta de su vida espiritual, y su entorno.
Estos grupos de protestantes se denominan células (o células de koinonía). En ellas los participantes aprenden a seguir el camino de Dios.
En algunas iglesias también el pastor o el ministro de jóvenes cuenta una pequeña historia de la vida cotidiana y luego predica un sermón. A esta actividad se le llama «dar un discurso devocional», o «dar devocionales».

Él y toda su familia eran devotos y temerosos de Dios. Realizaba muchas obras de beneficencia para el pueblo de Israel y oraba a Dios constantemente
Hechos 10:2 (Nueva Versión Internacional)

.